# أليكس تايو أكاندي
ألكسندر أولواتايو أكاندي (بالصينية: 艾力士)؛ (9 فبراير 1989) هو لاعب كرة قدم محترف من أصل نيجيري، يلعب في صفوف نادي كيتشي.

## روابط خارجية
- أليكس تايو أكاندي على موقع قاعدة بيانات كرة القدم.إي يو (الإنجليزية)
- أليكس تايو أكاندي على موقع ناشيونال فوتبول تيمز (الإنجليزية)
- أليكس تايو أكاندي على موقع Soccerway.com (الإنجليزية)
- أليكس تايو أكاندي على موقع عالم كرة القدم.نت (الإنجليزية)